# Административное деление Донецкой губернии на 12 июля 1920 года

## Донецкая губерния. 12 июля 1920 года
Делилась на районы и волости. С 16 апреля 1920 года в губернию вошли части Харьковской губернии (Старобельский уезд целиком, части Изюмского и Купянского уездов), Екатеринославской губернии (Мариупольский уезд целиком) и части Области Войска Донского (Таганрогский округ целиком, части Донецкого и Черкасского округов)
- общее число районов — 13
- общее число волостей — 306
- центр — город Луганск (с 12 августа 1920 года — город Бахмут)
- вновь созданы (либо вошли в состав):

1. Каменский район (из Донецкого, части Черкасского округов Области Войска Донского)
2. Мариупольский район (из Мариупольского уезда Екатеринославской губернии, часть уезда — в Гришинский и Юзовский районы)
3. Славянский район (из части Изюмского уезда Харьковской губернии)
4. Старобельский район (из Старобельского уезда Харьковской губернии)
5. Таганрогский район (из Таганрогского округа Области Войска Донского)

- упразднены (либо вышли из состава):

1. Бахмутский район (вошёл в состав Енакиевского района)
2. Бело-Калитвенский район (вошёл в состав Александро-Грушевского района)
3. Чистяковский район (части района вошли в состав Боково-Хрустальненского, Таганрогского районов)

- переименованы:

1. Алмазнянский район в Алчевский район

- список районов:

1. Александро-Грушевский
2. Алчевский
3. Боково-Хрустальненский
4. Гришинский
5. Енакиевский
6. Каменский
7. Лисичанский
8. Луганский
9. Мариупольский
10. Славянский
11. Старобельский
12. Таганрогский
13. Юзовский

### Александро-Грушевский район
- Общее число волостей — 11
- Центр района — Александро-Грушевское
- Список волостей:

1. Астаховская
2. Больше-Фёдоровская
3. Бондаревская
4. Верхне-Кундрачинская
5. Екатерининская
6. Исаево-Крепинская
7. Криничанская
8. Лиховская
9. Радионово-Несветайская
10. Сидоро-Кодамовская
11. Сулиновская

### Алчевский район
- Общее число волостей — 14
- Центр района — Алчевск
- Список волостей:

1. Андрианопольская
2. Анненская
3. Васильевская
4. Городищенская
5. Еленовская
6. Иллирийская
7. Калиновская
8. Криничанско-Николаевская
9. Лозово-Павловская
10. Мало-Ивановская
11. Михайловская
12. Петро-Голенищевская
13. Сентяновская
14. Троицкая

### Боково-Хрустальненский район
- Общее число волостей — 31
- Центр района — Боково-Хрустальненское
- Список волостей:

1. Андреевская
2. Бобриковская
3. Боково-Платоновская
4. Голодаевская
5. Грабовская
6. Дарьевская
7. Дмитриевская
8. Дьяковская
9. Есауловская
10. Ивановская
11. Каменно-Тузловская
12. Каменская
13. Картушанская
14. Краснокутская
15. Краснянская
16. Криндачёвская
17. Лысогорская
18. Маринская
19. Миллеровская
20. Нагольно-Тарасовская
21. Ново-Павловская
22. Павловская
23. Петро-Красносельская
24. Петропавловская
25. Ребриковская
26. Ровенецкая
27. Степановская
28. Фащевская
29. Чистяковская
30. Шараповская
31. Штеровская

### Гришинский район
- Общее число волостей — 24
- Центр района — Гришино
- вновь созданы:

1. Константинопольская волость (из Богатырской волости)
2. Улаклыцкая волость (из Богатырской волости)

- Список волостей (в скобках — из какого уезда губернии):

1. Андреевская-1
2. Андреевская-2
3. Архангельская
4. Богатырская (Мариупольский уезд)
5. Богоявленская
6. Больше-Янисольская (Мариупольский уезд)
7. Времевская (Времьевская) (Мариупольский уезд)
8. Гришинская
9. Гродовская
10. Елизаветовская
11. Кастарско-Алексеевская
12. Комарская (Камарская) (Мариупольский уезд)
13. Константинопольская (Мариупольский уезд)
14. Криворожская
15. Майорская (Мариупольский уезд)
16. Никольская
17. Ново-Экономическая
18. Павловская
19. Петровская
20. Селидовская
21. Сергеевская
22. Святогорская
23. Старо-Керменчикская (Мариупольский уезд)
24. Улаклыцкая (Мариупольский уезд)

### Енакиевский район
- Общее число волостей — 14
- Центр района — Енакиево
- Список волостей:

1. Алексеево-Орловская
2. Бахмутская
3. Государево-Байракская
4. Еленовская
5. Железнянская
6. Зайцевская
7. Звановская
8. Корсунская
9. Луганская
10. Ольховатская
11. Покровская
12. Сантуриновская
13. Чернухинская
14. Щербиновская

### Каменский район
- Общее число волостей — 7
- Центр района — Каменск
- Список волостей:

1. Волчанская
2. Глубокинская
3. Голово-Калитвенская
4. Калитвенская
5. Каменская
6. Карпово-Обрывская
7. Усть-Калитвенская (Усть-Белокалитвенская)

### Лисичанский район
- Общее число волостей — 13
- Центр района — Лисичанск
- Список волостей:

1. Боровеньская
2. Боровская
3. Верхнянская
4. Голубовско-Михайловская
5. Горско-Ивановская
6. Камышевахская
7. Кременская
8. Лисичанская
9. Муратовская
10. Нижнянская
11. Николаевская
12. Смоляниновская
13. Терновская

### Луганский район
- Общее число волостей — 28
- Центр района — город Луганск
- Список волостей:

1. Александровская
2. Беловская
3. Больше-Черниговская
4. Вергунская
5. Веселогорская
6. Георгиевская
7. Гундоровская
8. Давидо-Никольская
9. Желтянская
10. Каменно-Бродская
11. Крымская
12. Луганская
13. Макаро-Яровская
14. Николаевская
15. Ново-Александровская
16. Ново-Светловская
17. Ореховская
18. Первозвановская
19. Петропавловская
20. Славяносербская
21. Сокольницкая
22. Сорокинская
23. Старо-Айдарская
24. Трёхизбенская
25. Успенская
26. Хорошинская
27. Церковенская
28. Черкасская

### Мариупольский район
- Общее число волостей — 42
- Центр района — город Мариуполь
- вновь созданы (либо вошли в состав):

1. Анадольская волость (из Мало-Янисольской волости)
2. Апостоловская волость (из Стретенской волости)
3. Архангельская волость (из Стретенской волости)
4. Богославская волость (из Ивановской волости)
5. Дмитриевская волость (из Стретенской волости)
6. Затишненская волость (из Затишьинского приказа)
7. Захарьевская волость (из Темрюкской волости)
8. Зеленопольская волость (из Графского приказа)
9. Златоустовская волость (из Стретенской волости)
10. Крестовская волость (из Стретенской волости)
11. Ласпинская волость (из Каранской волости)
12. Мариупольский Порт
13. Никольская волость (из Павловской волости)
14. Ново-Алексеевская волость (из Стретенской волости)
15. Ново-Игнатьевская волость (из Игнатьевской волости)
16. Ново-Каранская волость (из Каранской волости)
17. Ново-Петриковская волость
18. Ново-Успенская волость
19. Павлопольская волость
20. Святодуховская волость
21. Старо-Дубовская волость (из Покровской волости)
22. Старо-Крымская волость (из Мангушской волости)
23. Талаковская волость
24. Урзуфская волость (из Ялтинской волости)
25. Фёдоровская волость (из Покровской волости)
26. Чердаклыцкая волость (из Мало-Янисольской волости)
27. Чермалыкская волость (из Сартанской волости)

- упразднены (либо вышли из состава):

1. Андреевская волость (в Юзовский район)
2. Бешевская волость (в Юзовский район)
3. Благодатовская волость (в Юзовский район)
4. Богатырская волость (в Гришинский район)
5. Больше-Янисольская волость (в Гришинский район)
6. Времьевская волость (в Гришинский район)
7. Ивановская волость (в Юзовский район)
8. Камарская волость (в Гришинский район)
9. Майорская волость (в Гришинский район)
10. Марьинская волость (в Юзовский район)
11. Михайловская волость (в Юзовский район)
12. Николаевская волость (в Юзовский район)
13. Старо-Керменчикская волость (в Гришинский район)
14. Графский приказ (переименован в Зеленопольскую волость)
15. Затишьинский приказ (переименован в Затишненскую волость)

- Список волостей:

1. Александро-Невская
2. Анадольская
3. Апостоловская
4. Архангельская
5. Богославская
6. Дмитриевская
7. Затишненская
8. Захарьевская
9. Зеленопольская
10. Златоустовская
11. Игнатьевская волость
12. Каранская
13. Крестовская
14. Ласпинская
15. Мало-Янисольская
16. Мангушская
17. Мариупольский Порт
18. Никольская
19. Ново-Алексеевская
20. Ново-Игнатьевская
21. Ново-Каракубская
22. Ново-Каранская
23. Ново-Петриковская
24. Ново-Спасовская
25. Ново-Успенская
26. Павлопольская
27. Петровская
28. Петропавловская
29. Покровская
30. Романовская
31. Сартанская
32. Святодуховская
33. Сретенская (Стретенская)
34. Старо-Дубовская
35. Старо-Крымская
36. Талаковская («Толоковская»)
37. Темрюковская
38. Урзуфская
39. Фёдоровская
40. Чердаклыцкая
41. Чермалыкская
42. Ялтинская

### Славянский район
- Общее число волостей — 20
- Центр района — город Славянск
- Список волостей:

1. Александровская
2. Белянская
3. Богородичанская
4. Боровеньская
5. Гавриловская
6. Даниловская
7. пос. Дружковка
8. Закотнянская
9. Золотоколодезная
10. Курульская
11. Лиманская
12. Михайловская
13. Некременская
14. Николаевская
15. Никольская
16. Прелестненская
17. Сергеевская
18. Славянская
19. Черкасская
20. Шандриголовская

### Старобельский район
- Общее число волостей — 33
- Центр района — город Старобельск
- Список волостей:

1. Александровская
2. Алексеевская
3. Бараниковская
4. Беловодская
5. Белокуракинская
6. Белолуцкая
7. Воеводская
8. Городищенская
9. Евсугская
10. Зориковская
11. Каменская
12. Колядовская
13. Кризская
14. Курячевская
15. Литвиновская
16. Марковская
17. Мостки
18. Никольская
19. Ново-Айдарская
20. Ново-Астраханская
21. Ново-Белянская
22. Ново-Боровская
23. Ново-Россошанская
24. Осиновская
25. Павловская
26. Пантюхиновская
27. Пески
28. Просяновская
29. Старобельская
30. Стрельцовская
31. Танюшевская
32. Тимоновская
33. Штормовская
34. Шульгиновская

### Таганрогский район
- Общее число волостей — 40
- Центр района — город Таганрог
- Список волостей:

1. Аграфеновская
2. Александровская
3. Алексеевская
4. Амвросиевская
5. Анастасиевская
6. Артёмовская
7. Белояровская
8. Больше-Кирсановская
9. Больше-Крепинская
10. Большемешковская
11. Вареновская
12. Васильевская
13. Веселовознесенская
14. Генеральский Мост
15. Екатерининская
16. Елизавето-Николаевская
17. Ефремовская
18. Каршено-Анненская
19. Коньковская
20. Лакедемоновская
21. Латоновская
22. Мало-Кирсановская
23. Матвеево-Курганская
24. Милости-Куракинская
25. Мокро-Еланчикская
26. Мыс-Добронадеждинская
27. Николаевская
28. Ново-Николаевская
29. Носовская
30. Петровская
31. Покрово-Киреевская
32. Покровская
33. Преображенская
34. Ряженская
35. Сарматская
36. Советинская
37. Троицкая
38. Успенская
39. Фёдоровская
40. Хрещатинская

### Юзовский район
- Общее число волостей — 29
- Центр района — Юзовка
- вновь созданы:

1. Больше-Каракубская волость (из Бешевской волости)
2. Волновахская волость (из Николаевской волости)
3. Еленовская волость (из Михайловской волости)
4. Ново-Троицкая волость (из Николаевской волости)
5. Ольгинская волость (из Благодатовской волости)
6. Платоновская волость (из Николаевской волости)
7. Стыльская волость (из Игнатьевской волости)

- Список волостей (в скобках — из какого уезда губернии):

1. Авдеевская
2. Александрийская
3. Андреевская (Мариупольский уезд)
4. Бешевская (Мариупольский уезд)
5. Благодатовская (Мариупольский уезд)
6. Больше-Каракубская (Мариупольский уезд)
7. Волновахская (Мариупольский уезд)
8. Галициновская
9. Григорьевская
10. Грузско-Ломовская
11. Еленовская (Мариупольский уезд)
12. Зуевская
13. Ивановская (Мариупольский уезд)
14. Калино-Зеленопольская
15. Красногоровская
16. Макеевская
17. Марьинская (Мариупольский уезд)
18. Михайловская (Мариупольский уезд)
19. Нижне-Крынская
20. Николаевская (Мариупольский уезд)
21. Ново-Троицкая (Мариупольский уезд)
22. Ольгинская (Мариупольский уезд)
23. Платоновская (Мариупольский уезд)
24. Старо-Михайловская
25. Степано-Крынская
26. Стыльская (Мариупольский уезд)
27. Троицко-Харцызская
28. Харцызская
29. Ясиноватская